# Masao Azuma
Masao Azuma (Osaka, 24 de marzo de 1971) fue un piloto de motociclismo que compitió en la categoría de 125cc del Campeonato Mundial entre 1996 y 2003.

## Biografía
Hizo su debut en MotoGP en el Gran Premio de Japón de Motociclismo de 1996, el año en que ganó el All Japan Road Race Championship en la clase de 125cc. 
Después de este debut, gracias a una wild car concluyó con un sexto lugar, el 1997 participó continuamente en el Gran Premio.
Durante sus ocho años en 125 rodó exclusivamente con Honda y utilizó las ruedas Bridgestone en seis de esos años. Acabó en el Top 5 de la clasificación mundial cuatro temporadas. En total, participó en 110 Grandes Premios conquistando 10 victorias y consiguiendo un tercer puesto en la temporada 1999.
Al terminar su carrera deportiva, ha seguido en el mundo del motociclismo como técnico de Bridgestone por la cual ha seguido temporada 2007 en el equipo Suzuki y en la temporada 2008 a la Ducati Corse.

### Carreras por año
|
| Color     | Resultado                                                               |
| --------- | ----------------------------------------------------------------------- |
| Oro       | Ganador                                                                 |
| Plata     | 2.ª plaza                                                               |
| Bronce    | 3.ª plaza                                                               |
| Verde     | Finalizó en los puntos                                                  |
| Azul      | Finalizó sin puntos                                                     |
| Azul      | NC - No clasificado                                                     |
| Violeta   | Ret - No terminó (Carrera)                                              |
| Rojo      | DNQ - No se clasificó                                                   |
| Negro     | DSQ - Descalificado                                                     |
| Blanco    | DNS - No empezó (carrera)                                               |
| Blanco    | WD - Retirado (fin de semana)                                           |
| Blanco    | C - Carrera cancelada                                                   |
| Sin color | DNP - Inscrito pero no participó                                        |
| Sin color | INJ - Lesionado                                                         |
| Sin color | EX - Excluido                                                           |
| Estado    | Resultado                                                               |
| Negrita   | Pole position                                                           |
| Cursiva   | Vuelta rápida                                                           |
| †         | Abandona, pero clasifica al completar el porcentaje requerido para ello |

| Año  | Cat.  | Moto  | 1       | 2      | 3      | 4      | 5       | 6       | 7       | 8       | 9       | 10      | 11      | 12      | 13      | 14     | 15     | 16      | Pts. | Pos. |
| ---- | ----- | ----- | ------- | ------ | ------ | ------ | ------- | ------- | ------- | ------- | ------- | ------- | ------- | ------- | ------- | ------ | ------ | ------- | ---- | ---- |
| 1996 | 125cc | Honda | MAL     | IDN    | JAP 6  | ESP    | ITA     | FRA     | NED     | ALE     | GBR     | AUT     | CZE     | IMO     | CAT     | RIO    | AUS    |         | 10   | 24.º |
| 1997 | 125cc | Honda | MAL 12  | JAP 4  | ESP 9  | ITA 11 | AUT 11  | FRA 9   | NED 10  | IMO 9   | ALE Ret | RIO 17  | GBR 13  | CZE Ret | CAT Ret | IDN 11 | AUS 12 |         | 66   | 15.º |
| 1998 | 125cc | Honda | JAP 3   | MAL 9  | ESP 4  | ITA 9  | FRA 3   | MAD Ret | NED 10  | GBR Ret | ALE Ret | CZE Ret | IMO 3   | CAT 3   | AUS 1   | ARG 4  |        |         | 135  | 4.º  |
| 1999 | 125cc | Honda | MAL 1   | JAP 1  | ESP 1  | FRA 4  | ITA 7   | CAT Ret | NED 1   | GBR 1   | ALE 6   | CZE 12  | IMO 10  | VAL Ret | AUS 5   | RSA 14 | RIO 6  | ARG Ret | 190  | 3.º  |
| 2000 | 125cc | Honda | RSA 9   | MAL 8  | JAP 3  | ESP 4  | FRA Ret | ITA 3   | CAT 2   | NED 9   | GBR 5   | ALE Ret | CZE Ret | POR Ret | VAL 2   | RIO 2  | PAC 4  | AUS 1   | 176  | 4.º  |
| 2001 | 125cc | Honda | JAP 1   | RSA 10 | ESP 1  | FRA 8  | ITA 8   | CAT Ret | NED Ret | GBR 4   | ALE 4   | CZE 13  | POR Ret | VAL 23  | PAC 5   | AUS 4  | MAL 8  | RIO 7   | 142  | 5.º  |
| 2002 | 125cc | Honda | JAP Ret | RSA 9  | ESP 8  | FRA 5  | ITA 13  | CAT 15  | NED 14  | GBR 4   | ALE 15  | CZE 12  | POR 5   | RIO 1   | PAC 18  | MAL 9  | AUS 8  | VAL 18  | 101  | 8.º  |
| 2003 | 125cc | Honda | JAP 17  | RSA 9  | ESP 11 | FRA 10 | ITA 14  | CAT 22  | NED Ret | GBR 13  | ALE Ret | CZE 13  | POR 13  | RIO Ret | PAC 13  | MAL 5  | AUS 2  | VAL 15  | 71   | 12.º |